# 醜奴
醜奴（？—520年），郁久闾氏，自号豆罗伏跋豆伐可汗，為6世纪蒙古高原古國柔然的第十一任君主。
豆罗伏跋豆伐可汗是伏图之子，父亲伏图西征，被高车王弥俄突杀死，醜奴於508年立為可汗，並改元建昌。他南连北魏，从511年开始多次向北魏通贡，奉献珠像，还和南梁通贡。醜奴健壮善用兵，516年，西征高车，擒杀弥俄突，让柔然重振。但是，他迷信巫术，纳女巫是豆浑地万为可贺敦。扰乱朝政，引起内讧，杀死亲弟弟祖惠。520年，母亲候吕陵氏派大臣李具列绞杀地万。他想杀李具列，高车部阿至罗引兵来攻，他出师反击失利，被母亲和大臣所殺。其弟阿那瓌被立为可汗。